# Ďumbier
Le Ďumbier, culminant à 2 046 mètres d'altitude, est un pic du massif des Basses Tatras dans les Carpates occidentales de Slovaquie. Il constitue le point culminant du massif des Basses Tatras.